# Hirtodrosophila macalpinei
Hirtodrosophila macalpinei är en tvåvingeart som först beskrevs av Bock 1976.  Hirtodrosophila macalpinei ingår i släktet Hirtodrosophila och familjen daggflugor. Inga underarter finns listade i Catalogue of Life.